# Бородатка оливкова
Бородатка оливкова (Capito aurovirens) — вид дятлоподібних птахів родини бородаткових (Capitonidae).

## Поширення
Вид поширений в Південній Америці. Трапляється у тропічних дощових лісах на півдні Колумбії, сході Еквадору, північному сході Перу та заході Бразилії.